# Illmensee
Illmensee település Németországban, azon belül Baden-Württembergben. Lakosainak száma 2091 fő (2023. december 31.).

## Népesség
A település népessége az elmúlt években az alábbi módon változott:
| Lakosok száma | 1243 | 2010 | 2029 | 2065 | 2070 | 2091 |
|               | 1975 | 2017 | 2019 | 2021 | 2022 | 2023 |